# Pierre Bezuhov
Pierre Bezuhov (în rusă Пьер Безухов) este unul dintre personajele principale ale romanului Război și pace de Lev Tolstoi. Viața lui Pierre - aceasta este calea de descoperire și de frustrare, calea de criză și, în mare măsură, dramatic. Pierre - natura emotionala. Acesta este caracterizat prin minte, predispuse la filozofia de visat , neatentie, o slăbiciune a voinței, lipsa de inițiativă, bunătate excepțională.